# Giao hưởng số 2 (Beethoven)
Giao hưởng số 2 có thể coi như một tác phẩm tự thuật qua đó Beethoven thể hiện sức mạnh tinh thần mãnh liệt quả bản thân vượt qua những thử thách, khổ đau lớn trong đời, trong đó có bệnh điếc. Ở tác phẩm này, quy mô về hình thức đã được mở rộng và cường độ âm thanh đã được xác định những mức độ mới.
Chương 1 bắt đầu nghiêm trang, diễn tả những trải nghiệm quá khứ, trước khi bùng nổ đầy kịch tính thể hiện tinh thần anh hùng đầy ý chí. Chương 2 mang tính trữ tình, không khí đồng quê yên ả và nên thơ. Nét nhạc gợi lên bức tranh sơn thủy đẹp lạ lùng với dòng sông Rhine chảy êm đềm giữa trưa hè. Bè dây êm ái hòa với một điệu nhảy miền quê hồn nhiên. Chương 3 đưa người xem ra khỏi sự yên ả đó để lọt vào một không gian mới, vui nhộn hơn để rồi sau đó tất cả cùng quay cuồng trong chương cuối. Chương 4 của Giao hưởng số 2 đã khiến những người cùng thời với Beethoven kinh ngạc bởi tính chất nhanh ồ ạt và sôi nổi của nhịp điệu, khí thế.